# ريستو روتي

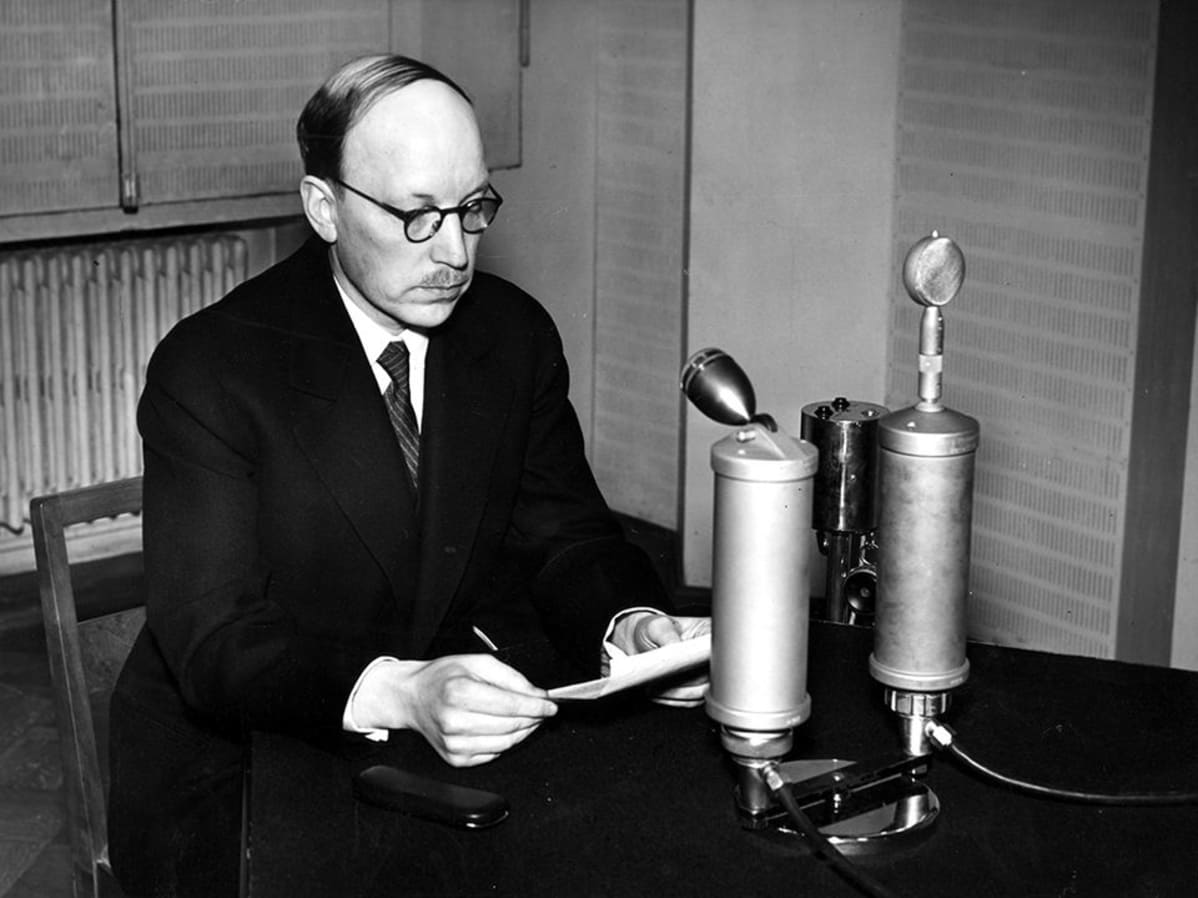
ريستو روتي.

ريستو روتي (Risto Ryti؛ هويتينن، 3 فبراير 1889 - هلسنكي، 25 أكتوبر 1956) الرئيس الفنلندي الخامس تولى منصبه بين عامي 1940 و 1944. كما تولى رئاسة الوزراء بين عامي 1939 و 1940. تميز عهده رئيساً بخوض حرب الاستمرار مع الاتحاد السوفييتي.

## النشأة ومسيرته
ولد ريستو روتي في هويتينن بإقليم ستاكونتا واحداً من سبعة أبناء . والداه هما المزارع كآرلي إفرت روتي، وإيدا فيفيكا يونتيلا . رغم قدومه من خلفية فلاحية، بالكاد شارك روتي خلال طفولته في العمل بمزرعة العائلة الكبيرة، كونه صبياً شغوفاً بالقراءة وميالاً للدراسة. تعلم لفترة وجيزة في مدرسة بوري اللغوية، ثم درس خصوصياً في المنزل، قبل التحاقه بجامعة هلسنكي لدراسة القانون في عام 1906 .
بعد تخرجه في عام 1909 ، عاد روتي إلى جذوره في ستاكونتا، حيث عمل بالمحاماة في راوما. تعرّف خلال هذه الفترة على ألفريد كورديلين - أحد أغنى رجال فنلندا. أصبح روتي محاميه ثم صارا صديقين حميمين. و خلال هذه الفترة أيضا واصل روتي دراساته، فتحصل على درجة الأستاذية في القانون عام 1912. في ربيع عام 1914 انتقل إلى أكسفورد لدراسة قانون الأميرالية ، ولكن اندلاع الحرب العالمية الأولى أجبره على العودة إلى فنلندا، حيث في عام 1916 تزوج من غيردا بولا سيرلاكيوس (1886-1984). و رُزقا بثلاثة أطفال، هنريك (1916 -) و نيلو (1919-1997) و إيفا (1922-2009).
في فترة ما بعد اندلاع الحرب العالمية الأولى، قبل استقلال فنلندا، تعززت علاقة العمل بين روتي مع كورديلين، حتى أنه من المرجح أن يكون كورديلين قد طلب من روتي بأن يصبح المدير العام لمؤسسات أعماله العديدة. و لكن، في نوفمبر 1917 شهد روتي وزوجته مقتل كورديلين على يدي بلشفي روسي.
خلال الحرب الأهلية الفنلندية لم يلعب روتي دورا نشطا، فبقى في الخفاء مع أسرته في هلسنكي التي سيطر عليها الحـُمر. لكنه بعد ذلك، سيصبح ضالعاً في السياسة بشكل عميق، بانتخابه عضوا في البرلمان عن الحزب الوطني التقدمي ، في سن الثلاثين كان ثاني أصغر الأعضاء.
في العام نفسه، انتخب كآرلو يوهو ستولبيرغ مرشح الحزب والمعجب بروتي كأول رئيس لفنلندا. خدم روتي كعضو في البرلمان من 1919 حتى 1924 و من 1927 حتى 1929. خلال سنواته القليلة الأولى في البرلمان، شغل روتي رئاسة الجنة القضائية، واللجنة المالية في وقت لاحق. كما شغل منصب عضو في مجلس مدينة هلسنكي 1924-1927.

## روابط خارجية
- ريستو روتي على موقع الموسوعة البريطانية (الإنجليزية)
- ريستو روتي على موقع مونزينجر (الألمانية)